# Lasiodorides
Lasiodorides is een geslacht van spinnen uit de familie vogelspinnen (Theraphosidae).

## Soorten
De volgende soorten zijn bij het geslacht ingedeeld:
- Lasiodorides longicolli Schmidt, 2003
- Lasiodorides polycuspulatus Schmidt & Bischoff, 1997
- Lasiodorides rolinae Tesmoingt, 1999
- Lasiodorides striatus (Schmidt & Antonelli, 1996)